# Laze, Novo mesto
Laze este o localitate din comuna Novo mesto, Slovenia, cu o populație de 65 de locuitori.